# Chilon av Sparta

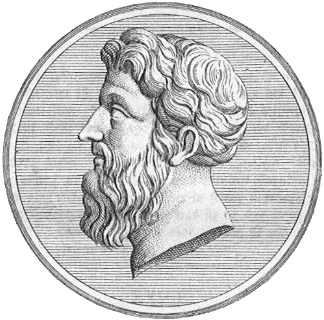
Chilon av Sparta

Chilon av Sparta var filosof från Sparta och en av Greklands sju vise. Chilon var den förste filosof som var rådgivare åt en kung. Legenden säger att han dog av lycka i armarna på sin son, då sonen vann en medalj vid de olympiska spelen.